# جان ديتز
جان ديتز (بالهولندية: Jan Dietz)‏ هو مهندس وعالم حاسوب هولندي، ولد في 20 يونيو 1945.